# Balmaceda
Balmaceda é um povoado próximo a Coihaique, na Região de Aisén, no Chile. Foi fundado em 1 de janeiro de 1917 por José Silva Ormeño, que pretendeu dar um lugar para viver a seus compatriotas argentinos, que estiveram reunidos em um mesmo lugar. Se converteu no primeiro povoado de Aisén e na localidade mais próxima da fronteira com a Argentina, onde se levava em rodovias a produção local. Silva dividiu o povoado com um traçado de mil sítios e construiu uma escola e uma praça ao estilo espanhol. Em 1928, o Estado reconheceu Balmaceda como uma vila. Em 1945, a FACH construiu um aeródromo, mas este decaiu com a inauguração do caminho a Coihaique. Atualmente, este povoado é o único que possui um aeroporto internacional na região (Aeroporto de Balmaceda), além de uma aduana e um passo fronteiriço chamado Paso Huemules. Balmaceda é ligada à ruta 40, na Argentina, através de uma estrada de rípio (informação de maio/2019) com 102 (cento e dois) km de extensão.
O topônimo foi batizado em homenagem a José Manuel Balmaceda.